# Канарейкін Леонід Федорович
Леонід Федорович Канарейкін (рос. Леонид Федорович Канарейкин; 21 серпня 1976, м. Москва, СРСР) — російський хокеїст, захисник. Виступає за «Титан» (Клин) у Вищій хокейній лізі.
Вихованець хокейної школи «Спартак» (Москва). Виступав за «Крила Рад» (Москва), «Салават Юлаєв» (Уфа), «Сєвєрсталь» (Череповець), «Спартак» (Москва), «Динамо» (Москва), ЦСКА (Москва), «Атлант» (Митищі), Молот-Прикам'я Перм, «Титан» (Клин).
У складі національної збірної Росії учасник EHT 2004.
Досягнення
- Володар Кубка європейських чемпіонів (2006).